# Namibia en la Copa Mundial de Rugby de 2003
La Selección de rugby de Namibia fue uno de los 20 participantes de la Copa Mundial de Rugby de 2003 que se realizó en Australia.
Fue la segunda participación de los Welwitschias en la Copa Mundial de Rugby.

## Plantel
| Nombre               | Posición       | Club             |
| -------------------- | -------------- | ---------------- |
| Phillipus Isaacs     | hooker         | sin datos        |
| Johannes Meyer       | hooker         | sin datos        |
| Cor van Tonder       | hooker         | sin datos        |
| Andries Blaauw       | pilar          | sin datos        |
| Niel du Toit         | pilar          | sin datos        |
| Johan Jenkins        | pilar          | sin datos        |
| Kees Lensing         | pilar          | Leeds Tykes      |
| Archie Graham        | segunda línea  | sin datos        |
| Eben Isaacs          | segunda línea  | Reho Falcons     |
| Heino Senekal        | segunda línea  | Cornish Pirates  |
| Shaun van Rooi       | ala            | sin datos        |
| Wolfie Duvenhage     | ala            | sin datos        |
| Herman Lintvelt      | ala            | United           |
| Schalk van der Merwe | ala            | Harlequins       |
| Sean Furter (c.)     | Número 8       | United           |
| Jurgens van Lill     | Número 8       | sin datos        |
| Hakkies Husselman    | medio scrum    | Western Province |
| Ronaldo Pedro        | medio scrum    | Reho Falcons     |
| Morné Schreuder      | medio apertura | sin datos        |
| Emile Wessels        | medio apertura | sin datos        |
| Corne Powell         | centro         | sin datos        |
| Rudie van Vuuren     | centro         | Wanderers        |
| Du Preez Grobler     | centro         | sin datos        |
| Regardt Kruger       | centro         | sin datos        |
| Deon Mouton          | wing           | Kudus            |
| Melrick Africa       | Wing           | Reho Falcons     |
| Niel Swanepoel       | wing           | sin datos        |
| Vincent Dreyer       | zaguero        | sin datos        |
| Jurie Booysen        | zaguero        | sin datos        |
| Deon Grunschloss     | zaguero        | sin datos        |

## Participación

### Grupo A
| Equipo    | Gan. | Emp. | Per. | A favor | En contra | Extra | Puntos |
| --------- | ---- | ---- | ---- | ------- | --------- | ----- | ------ |
| Australia | 4    | 0    | 0    | 273     | 32        | 2     | 18     |
| Irlanda   | 3    | 0    | 1    | 141     | 56        | 3     | 15     |
| Argentina | 2    | 0    | 2    | 140     | 57        | 3     | 11     |
| Rumania   | 1    | 0    | 3    | 65      | 192       | 1     | 5      |
| Namibia   | 0    | 0    | 4    | 28      | 310       | 0     | 0      |
| 14 de octubre | Argentina | 67 – 14 (27-7) | Namibia                                    | Bluetongue Central Coast Stadium, Gosford,                           |                                                                      |
|               | Tries: Méndez, Bouza (2), J. Fernández Miranda, Penalty try (2), Gaitán (3), N. Fernández Miranda Con: Quesada (7) Pen: Quesada |                | Tries: Grobier, Husselman Con: Wessels (2) | Asistencia: 17,887 espectadores Árbitro(s): Nigel Whitehouse (Gales) | Asistencia: 17,887 espectadores Árbitro(s): Nigel Whitehouse (Gales) |

| 19 de octubre | Irlanda | 64 – 7 (33-7) | Namibia                    | Aussie Stadium, Sídney,                                             |                                                                     |
|               | Tries: Quinlan (2), Dempsey, Hickie, Horan, Miller (2), G. Easterby, S. Horgan, Kelly Con:Ronan O'Gara (7) |               | Tries: Powell Con: Wessels | Asistencia: 35,382 espectadores Árbitro(s): Andrew Cole (Australia) | Asistencia: 35,382 espectadores Árbitro(s): Andrew Cole (Australia) |

| 25 de octubre | Australia | 142 – 0 (69-0) | Namibia | Adelaide Oval,                                                   |                                                                  |
|               | Tries: Latham (5), Lyons, Mortlock, Tuqiri (3), Penalty try, Rogers (2), Paul, Giteau (3), Grey, Turinui (2), Burke, Roe Con: Rogers (16) |                |         | Asistencia: 28,196 espectadores Árbitro(s): Joël Jutge (Francia) | Asistencia: 28,196 espectadores Árbitro(s): Joël Jutge (Francia) |

| 30 de octubre | Namibia                    | 7 – 37 (0-32) | Rumania                                                                           | Aurora Stadium, Launceston,                                            |                                                                        |
|               | Tries: Isaacs Con: Wessels |               | Tries: Petrichei, Sirbu, Chiriac, Teodorescu, Sauan Con: Tofan (3) Pen: Tofan (2) | Asistencia: 15,457 espectadores Árbitro(s): Peter Marshall (Australia) | Asistencia: 15,457 espectadores Árbitro(s): Peter Marshall (Australia) |